# 미국 웨스트 침례교신학교
버클리신학대학원(BST)은 미국 연합신학대학원(Graduate Theological Union, GTU)의 8개의 사립 신학대학원 중 하나이다. 미국 캘리포니아주 버클리에 있으며 150년 역사를 자랑하는 유명 신학대학원이다.  
2020년 7월, 서부 아메리칸 침례신학대학원(ABSW)이 '버클리신학대학원(BST)'으로 이름을 바꾸고  이름을 쓰고 새로운 장을 열었다. 150년 이상에 걸친 역사 동안 ABSW는 복음의 일꾼을 양성하고, 미국과 한국을 비롯한 전 세계의 학생들을 대상으로 다양한 교육 프로그램을 제공해왔다. 
버클리신학대학원(BST) 이름으로의 변경은 침례교라는 교단의 이름에 따른 거부감을 줄이고, 다양한 교파의 학생들을 환영하기 위한 것이다.
출처 : 한국시민기자협회(http://www.civilreporter.co.kr)